# Arnaud Desplechin
Armand Desplechin (Roubaix, 31 oktober 1960) is een Frans filmregisseur, scenarioschrijver, acteur en cameraman.

## Biografie
Arnaud Desplechin werd geboren in 1960 in Roubaix als zoon van Robert en Mado Desplechin en groeide op in het Noorderdepartement. Hij heeft een broer Fabrice die acteerde in enkele films en twee zusters, de schrijfster Marie Desplechin en scenarioschrijfster Raphaëlle Desplechin. Desplechin studeerde filmregie aan de Université Sorbonne Nouvelle - Paris 3 en vervolgens aan het Institut des hautes études cinématographiques, het huidige La fémis waar hij in 1984 afstudeerde. Hij debuteerde met drie kortfilms naar het werk van de Belgische schrijver Jean Ray. Zijn eerste middellange speelfilm La Vie des morts (54 minuten) werd in 1991 vertoond op het Filmfestival van Cannes in de sectie Semaine de la critique. Zijn eerste langspeelfilm La Sentinelle uit 1992 werd vertoond in de competitie van het filmfestival van Cannes en behaalde een César voor beste mannelijke belofte en twee Césarnominaties (beste debuutfilm en beste scenario). Daarna volgden nog meerdere Césarnominaties zowel voor regie als script voor Rois et Reine (2004), Un conte de Noël (2008) en Trois souvenirs de ma jeunesse (2015).

## Filmografie
- Le Polichinelle et la Machine à coder (kortfilm, 1983)
- Le Couronnement du monde (kortfilm, 1984)
- La Vie des morts (1991)
- La Sentinelle (1992)
- Comment je me suis disputé... (ma vie sexuelle) (1996)
- Esther Kahn (2000)
- Léo, en jouant 'Dans la compagnie des hommes' (2003)
- Rois et Reine (2004)
- L'Aimée (documentaire, 2007)
- Un conte de Noël (2008)
- Soixante minutes de paroles pour le Japon (kortfilm, 2011)
- Jimmy P. (Psychothérapie d'un Indien des plaines) (2013)
- La Forêt (televisiefilm, 2014)
- Trois souvenirs de ma jeunesse (2015)
- Les Fantômes d'Ismaël (2017)
- Roubaix, une lumière (2019)

## Prijzen en nominaties
De belangrijkste:
| Jaar | Prijs         | Categorie                                            | Film                           | Uitslag       |
| ---- | ------------- | ---------------------------------------------------- | ------------------------------ | ------------- |
| 2016 | César         | Beste regisseur                                      | Trois souvenirs de ma jeunesse | In afwachting |
| 2016 | César         | Beste origineel script (samen met Julie Peyr)        | Trois souvenirs de ma jeunesse | In afwachting |
| 2016 | Prix Lumières | Beste regisseur                                      | Trois souvenirs de ma jeunesse | Gewonnen      |
| 2016 | Prix Lumières | Beste scenario (samen met Julie Peyr)                | Trois souvenirs de ma jeunesse | Genomineerd   |
| 2009 | César         | Beste regisseur                                      | Un conte de Noël               | Genomineerd   |
| 2009 | César         | Beste origineel script (samen met Emmanuel Bourdieu) | Un conte de Noël               | Genomineerd   |
| 2005 | César         | Beste regisseur                                      | Rois et Reine                  | Genomineerd   |
| 2005 | César         | Beste script (samen met Roger Bohbot)                | Rois et Reine                  | Genomineerd   |
| 1993 | César         | Beste debuutfilm                                     | La Sentinelle                  | Genomineerd   |
| 1993 | César         | Beste script                                         | La Sentinelle                  | Genomineerd   |